# Centro de Convenciones Internacional de Barcelona
El Centro de Convenciones Internacional de Barcelona (CCIB) es un centro de convenciones situado en Barcelona, concretamente en la zona de Diagonal Mar. Se encuentra incluido en el Inventario del Patrimonio Arquitectónico de Cataluña.
Fue diseñado el arquitecto Josep Lluís Mateo conjuntamente con el Edificio Fórum, y se construyó entre 2002 y 2004 para el Fórum Universal de las Culturas. El CCIB también gestiona el Auditorio Fórum del Edificio Fórum, con el que está unido mediante una rambla subterránea.
En su capital participa el Gremi d'Hotels de Barcelona y ha sido escenario de citas nacionales e internacionales como la Cumbre Euromediterránea de Jefes de Estado, el Congreso Mundial de la Naturaleza (UICN), la Gala del 50 aniversario de Televisión Española o el Congreso de Cardiología Euro PCR.

## Descripción

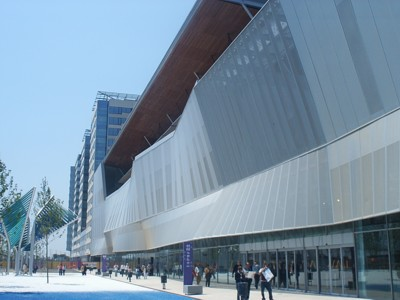
Fachada posterior

Está situado frente al Edificio Fórum y junto al centro comercial Diagonal Mar. La fachada principal tiene una pérgola metálica roja de gran tamaño en la entrada y unas letras amarillas encima de ella con el nombre del edificio. Esta parte da al Auditori del Fòrum, mientras que la fachada sur está encarada al mar donde dispone de un gran ventanal. Un paso subterráneo lo une con el Auditorio del Edificio Fórum.
Cuenta con una superficie total de 75.000 m² (o bien 120.000 m² si se incluyen también el hotel y oficinas adyacentes). Está dividida en espacios y edificios de distintos usos. Tiene dos volúmenes claramente diferenciados: por una parte, la estructura horizontal destinada a los congresos o convenciones y, por otra, dos torres apoyadas en el mismo edificio, que se destinan a hotel y oficinas pero que son marcadamente diferentes entre las dos torres y con el resto. Ambas torres están formadas por un conjunto sólido cortado en medio de la altura, con lo que el espacio superior parece suspendido. Esta conformación de las masas se ve reforzada también por la diferencia de materiales exteriores.
Puede albergar eventos de entre 5000 y 15000 personas, y dispone de un hall de 4.000 m², que da acceso a la sala de convenciones y exposiciones de más de 13.500 m², un espacio espacio diáfano, sin columnas, modulable a hasta 8 espacios distintos. Para conseguirlo, se construyó un armazón de dimensiones colosales en todo el perímetro de la planta.
Tiene tres plantas y dos entresuelos, todos ellos rodeados por planchas de acero perforadas. Estas planchas están colocadas de forma serpenteante formando líneas sinuosas a lo largo de la fachada. La planta baja dispone también de un basamento hundido con vidrieras que rompe con las otras plantas y proporciona luz natural.